# David DeWalt
David G. DeWalt är en amerikansk företagsledare. Han började som verkställande direktör hos antivirusföretaget McAfee i april 2007, vid 42 års ålder.
DeWalt har en Bachelor of Science i Computer Science and Electrical Engineering från University of Delaware 1986. Han sedan 1980-talet arbetat i företag som Oracle, Quest Software, Eventus Software, Documentum, EMC Corporation och McAfee. Från 2001 var han chef för Documentum till det företaget köptes av EMC 2003 och DeWalt blev chef för affärsområdet mjukvara, EMC Software Group. Under hans ledning växte EMC till en av de tio största mjukvaruföretagen i världen.